# کرد قبرستان
کُرد قبرستان (انگلیسی: Kurd Qaburstan)، یک محوطهٔ باستان‌شناسی متعلق به دوران باستان در استان اربیل واقع در اقلیم کردستان عراق و در ۲۲ کیلومتری جنوب‌غربی شهر اربیل است. این مکان یکی از مهم‌ترین محوطه‌های باستان‌شناسی در منطقه به‌شمار می‌رود. این محوطه در موقعیتی راهبردی میان رودهای زاب علیا و زاب سفلی قرار گرفته است. روستای امروزی «یِدی قزلار» در مجاورت آن قرار دارد و بخشی از شهر پایین‌دست در جنوب‌شرق را پوشانده است.
این محوطه در اصل مربوط به یک دوره است و به اوایل هزارهٔ دوم پیش از میلاد، یعنی عصر برنز میانه (هم‌زمان با دوران تاریخی امپراتوری بابل کهن) تعلق دارد. همچنین، شواهدی از استقرار فشرده در عصر برنز متأخر در تپهٔ مرتفع مرکزی وجود دارد (احتمالاً مربوط به دورهٔ میتانی). برخی پژوهشگران این مکان را با شهر باستانی «قَبره» یکی می‌دانند. کرد قبرستان در نزدیکی محوطه‌هایی همچون تل حلاوه، تل علیاوه، تل بقرتا و قصر شماموک (کیلیزی) قرار دارد که همگی از محوطه‌های برجستهٔ دشت اربیل هستند.

## باستان‌شناسی
این محوطه نخستین بار در طرح بررسی دشت اربیل به رهبری «جیسون اور» از دانشگاه هاروارد شناسایی شد. این مکان در بررسی‌های ماهواره‌ای با استفاده از تصاویر کورونا از دههٔ ۱۹۶۰ به‌عنوان شهری دیوارکشی‌شده نمایان شد (موقعیت: Site 31، کرد قبرستان، UTM 397479 E/3983250 N). تپهٔ مرکزی با وسعتی حدود ۱۱ هکتار و ارتفاعی ۱۷ متری قرار دارد که قبرستانی مدرن بر فراز آن جای دارد. شهر پایین‌دست حدود ۳ متر از سطح دشت بلندتر است. مساحت کلی محوطه حدود ۱۰۰ هکتار و دیوار پیرامونی شهر که ۱۰۵ هکتار را دربر می‌گیرد، در ارتفاعی میان ۱ تا ۳ متر باقی مانده و در هر ۲۰ متر یک برج دیده‌بانی داشته است.

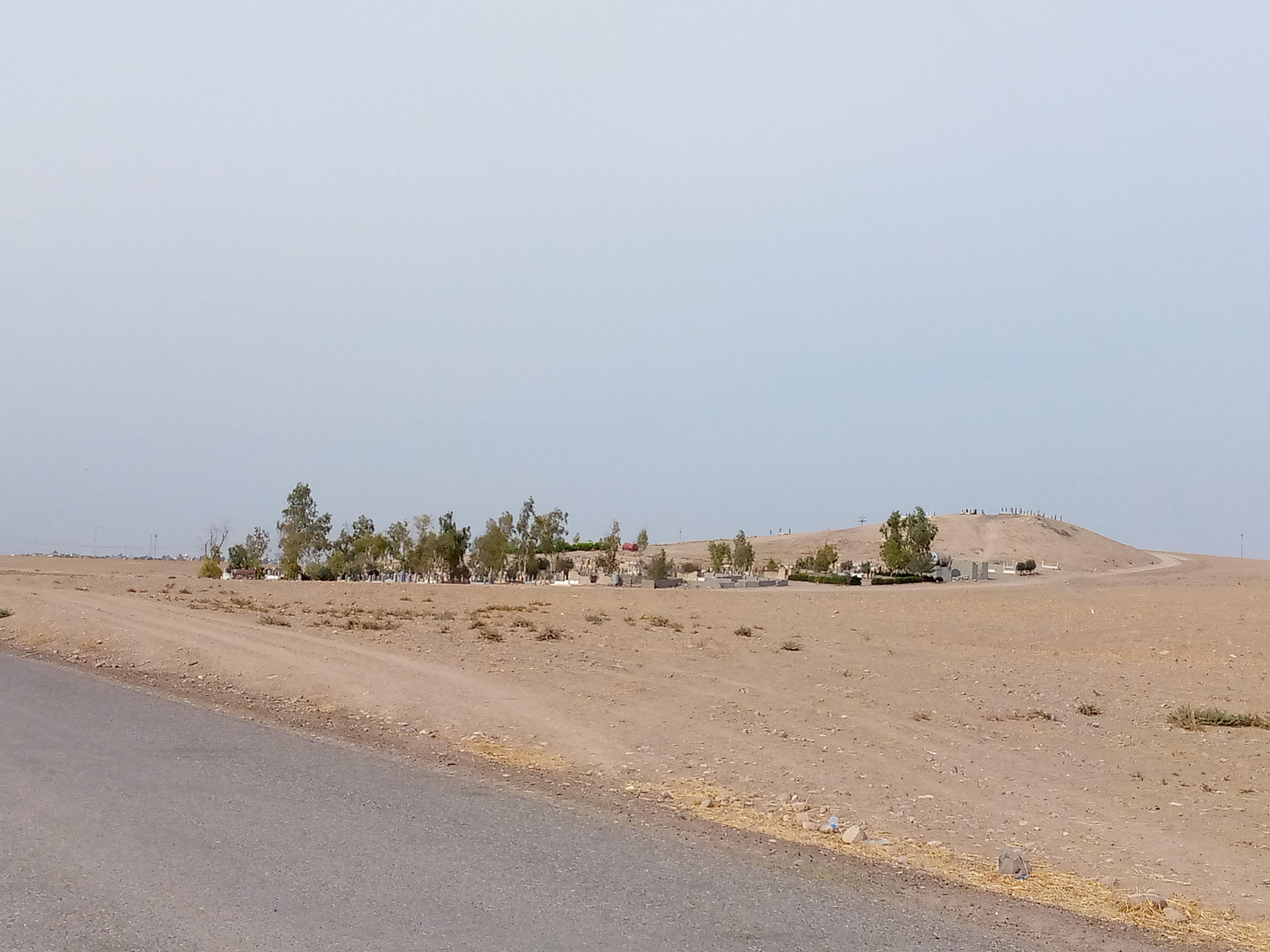
کرد قبرستان

کاوش‌های باستان‌شناسی در این محوطه توسط تیمی از دانشگاه جانز هاپکینز به سرپرستی گلِن ام. شوارتز و بررسی ژئوفیزیکی به سرپرستی «اندرو کریکمور» از دانشگاه کلرادو شمالی در سال‌های ۲۰۱۳، ۲۰۱۴، ۲۰۱۷ و ۲۰۲۲ (به‌همراه یک فصل مطالعاتی در سال ۲۰۱۶) انجام شده‌اند.
در سال ۲۰۱۳، بررسی ژئوفیزیکی آغاز شد و هفت گمانهٔ کوچک (۶×۱۰ متر) کاوش شد. آثار دورهٔ میتانی در تپهٔ مرتفع و بقایای دورهٔ اسلامی میانه در شهر پایین و دیوار شهر شناسایی شد. در ۲۰۱۴، بررسی ژئوفیزیکی ادامه یافت (تا پایان فصل به ۳۰ هکتار رسید) و همراه با آن جمع‌آوری قطعات سفال از سطح انجام شد. نتایج ژئوفیزیکی نشان داد که خیابان‌ها و محله‌های منظمی در شهر پایین درون دیوار قرار دارند. در پنج گمانه در تپهٔ بالا، سه مرحلهٔ استقرار در دورهٔ میتانی یافت شد که شامل یک مهر استوانه‌ای نیز بود. یک گمانه در شهر پایین بقایای مسکونی عصر برنز میانه را آشکار کرد. گمانه‌ای در دامنهٔ جنوبی تپهٔ بالا دو فاز از عصر برنز میانه را نشان داد که لایهٔ پایین آن با دورهٔ بابل کهن قابل تطبیق است. در این مکان یک گور دورهٔ بابل نو نیز با مهرهای مهرکوبی، یک مهر استوانه‌ای، سنجاق‌های مفرغی و یک نازک‌نی کشف شد.
در ۲۰۱۷، کاوش‌ها در شهر پایین نشان داد که ساخت‌وسازهای عصر برنز میانه بر روی خاک بکر در عمق ۳ متری بنا شده‌اند، که نشان‌دهندهٔ نخستین سکونت در این ناحیه در آن زمان است. بررسی ژئوفیزیکی همچنین یک معبد بزرگ عصر برنز میانه را در شهر پایین نمایان کرد که با کاوش آزمایشی تأیید شد.
در ۲۰۲۲، یک گمانهٔ ۱۹×۴ متری در دامنهٔ شمالی تپهٔ بالا، بر روی بنای بزرگی از عصر برنز میانه کاوش شد که نشانه‌هایی از آتش‌سوزی در آن دیده شد. همچنین سه گمانهٔ ۱۰×۱۰ متری در شرق شهر پایین باز شدند. بررسی‌های مغناطیسی، سازه‌ای بزرگ را در شمال شهر پایین نشان داد که احتمالاً یک کاخ بوده است.
تاریخ‌گذاری رادیوکربن اکنون برای چهار نمونهٔ لایه‌مند از دورهٔ عصر برنز میانه انجام شده است: سه نمونه از شهر بالایی و یک نمونه از شهر پایینی. این داده‌ها، بازهٔ زمانی کالیبره‌شده‌ای در حدود ۱۸۷۵ تا ۱۷۴۵ پیش از میلاد را نشان می‌دهند، و ویرانی شهر در عصر برنز میانه نیز به حدود ۱۸۰۵ تا ۱۷۳۳ پیش از میلاد تاریخ‌گذاری شده است. همچنین هشت نمونه از دورهٔ عصر برنز متأخر نیز از شهر بالایی به‌دست آمده‌اند. برای سه مرحلهٔ استقرار در عصر برنز متأخر، تاریخ‌هایی به‌دست آمده که شامل: حدود ۱۵۳۸–۱۵۰۵ پیش از میلاد برای مرحلهٔ سوم، آغاز مرحلهٔ دوم در حدود ۱۵۱۲–۱۴۹۱ پیش از میلاد و پایان آن حدود ۱۵۰۱–۱۴۷۹ پیش از میلاد، و آغاز مرحلهٔ اول حدود ۱۴۸۹–۱۴۶۳ پیش از میلاد و پایان آن حدود ۱۴۷۵–۱۴۳۵ پیش از میلاد است. داده‌ها نشان‌دهندهٔ یک دورهٔ دو سده‌ای ترک سکونت میان ویرانی عصر برنز میانه و استقرار دوباره در دورهٔ میتانی است.
تا سال ۲۰۲۴، محوطهٔ کرد قبرستان در حال کاوش توسط تیمی از دانشگاه فلوریدای مرکزی به سرپرستی تیفانی ایرلی-اسپادونی و اندرو کریکمور از دانشگاه کلرادوی شمالی است. این پروژه که با حمایت مالی بنیاد ملی علوم آمریکا (NSF) انجام می‌شود، فرآیندهای اجتماعی منجر به رشد سریع شهر عصر برنز میانه را بررسی می‌کند. یافته‌های فصل ۲۰۲۴ تأیید می‌کنند که کاخی در شهر پایین وجود داشته است که براساس معماری یادمانی حفظ‌شده و شواهد فعالیت‌های اداری مانند مهرهای استوانه‌ای، صفحهٔ بازی و سه لوح خط میخی شناخته شده است. کاوش‌ها در یک ناحیهٔ مسکونی در شمال‌غرب تپهٔ بالا نیز جلوه‌هایی از زندگی روزمره در این شهر باستانی شمال میانرودان را آشکار کرده‌اند. یکی از لوح‌ها در لایه‌ای پر از زباله همراه با آوار ساختمانی و بقایای انسانی پیدا شده است. دو لوح دیگر نیز در زمینه‌ای اداری در کنار مهرهای استوانه‌ای و ظرف‌های انباری دارای نشان‌های پیش‌پخت یکسان پیدا شده‌اند.

## تاریخچه
استقرار در تپهٔ بالایی کرد قبرستان برای نخستین‌بار در اوایل هزارهٔ سوم پیش از میلاد آغاز شد. سکونت به شهر پایینی در اوایل هزارهٔ دوم پیش از میلاد (عصر برنز میانه) گسترش یافت و شهر در دوران امپراتوری بابل کهن و سپس در دورهٔ میتانی (عصر برنز میانه تا اوایل عصر برنز متأخر) به اوج وسعت خود رسید. در دورهٔ برنز متأخر، استقرار به تپهٔ بالا و ناحیهٔ شمال‌شرق شهر پایین محدود شد. پس از آن، سکونت بسیار کم‌رمق بود و تا دورهٔ ساسانیان تنها به تپهٔ بالا محدود شد.

### قبره
پیشنهاد شده است که این محوطه همان شهر «قَبره» باشد که در متون دورهٔ امپراتوری بابل کهن ذکر شده است. از آنجا که پیش از آن یا پس از آن نامی از قَبره نیامده، گمان می‌رود این نام برای مدتی کوتاه استفاده شده باشد. بنا بر منابع تاریخی، قَبره توسط ائتلافی از اکالاتوم به رهبری شمشی-ادد یکم (در حدود ۱۸۰۸–۱۷۷۶ پیش از میلاد) و اشنونا به رهبری دادوشا (در حدود ۱۸۰۰–۱۷۷۹ پیش از میلاد) مورد حمله قرار گرفت و پس از محاصره‌ای طولانی، به‌دست شمشی-ادد افتاد. سپس پسر او ایشمه-داگان ادارهٔ آن را برعهده گرفت. شمشی-ادد تقریباً پنج سال پس از سقوط قَبره درگذشت. هم دادوشا و هم ایشمه-داگان مدعی بودند که با کندن تونل، دیوارهای شهر قَبره را ویران کرده‌اند. اشنونا نیز بخشی از «غنایم» شهر را دریافت کرد. یکی از سال‌نام‌های دادوشا چنین می‌خواند: «سال تصرف قباروم از سوی دادوشا». سپس، پس از دوره‌ای کوتاه از استقلال تحت حاکمیت «اردی‌گندی»، این شهر به‌دست شهر «کاکموم» به رهبری «گورگوروم» افتاد.
منابع اصلی این اطلاعات، شامل سنگ‌نوشتهٔ دادوشا، سنگ‌نوشتهٔ شمشی-ادد (نگهداری‌شده در موزهٔ لوور)، متون ماری (سوریه), و متون تل شمشاره است.
در یکی از متون ماری چنین آمده است:
به سرورمان بگو! خدمتگزارانت ایبال-پی-ال و بوقاقوم (می‌گویند): «ما [شبانه] به [شهر] آشور رسیدیم و [از اطرافیان] شنیدیم که گفتند: 'کاکموم، اردی‌گندی، [پادشاه] قَبره را شکست داد.' این را از اطرافیان شنیدیم. سپس به [اکالاتوم] رسیدیم، و ایشمه-داگان [به ما گفت]: '۵۰۰ سرباز گورگوروم به سرزمین اردی‌گندی حمله کردند و روستاهای آن را غارت کردند. ۲۰۰۰ سرباز از اردی‌گندی برای مقابله رفتند و نبردی درگرفت، اما کاکموم پیش‌دستی کرد و اردی‌گندی را شکست داد. خادمان عالی‌رتبه‌اش سرگردان بودند. این مرد، به‌سبب آن شکست، [...]، و به سرور تو (زیمری-لیم) توجه خواهد کرد.'»